# Юхан Аавік
Ю́хан Аа́вік (ест. Juhan Aavik; 29 січня 1884, Голстре (Holstre), нині у повіті Вільянді, Естонія — 26 листопада 1982, Стокгольм) — естонський композитор, диригент, музичний педагог.

## Біографічні дані
Батько Юхана — Андрес Аавік — був шкільним учителем і керівником хору та духового оркестру.
Музичну освіту здобув у Санкт-Петербурзі. Закінчив Петербурзьку консерваторію: 1907 року — по класу труби у Василя Вурма, а 1911 року — по класу музичної теорії та композиції в Анатолія Лядова, Миколи Соловйова, Язепа Вітолса та Олександра Глазунова.
Професор і директор Талліннської консерваторії (1933—1940).
1944 року емігрував до Швеції.
У Стокгольмі видав «Історію естонської музики» в чотирьох томах (перші два томи — 1965, два останні томи — 1969).

## Твори
- Естонська рапсодія для оркестру (1929).
- Цикли фортепіанних п'єс:
  - «Спогади про Поркуні» (1930),
  - «Спогади про юні роки» (1936, 1939).
- Концерт для фортепіано з оркестром (1943).
- Концерт для скрипки з оркестром (1945).
- Симфонія № 1 (1946).
- Симфонія № 2 (1948).
- Концерт для віолончелі та оркестру (1949).
- Концерт для контрабаса та оркестру (1950).
- Соната для органа (1951).
- Соната для скрипки та фортепіано (1952).
- Фортепіанне тріо (1957).

## Електронні джерела
- Особисті архівні фонди в державних сховищах СРСР (російською мовою)
- Юхан Аавік (англійською мовою)
- Біографічна довідка (естонською мовою)